# 旭阳镇
旭阳镇，是中华人民共和国四川省自贡市荣县下辖的一个乡镇级行政单位。旭阳镇人民政府驻河街266号。

## 行政区划
旭阳镇下辖以下地区：
北街社区、西街社区、河街社区、桂林街社区、南街社区、东街社区、附东街社区、荣州路社区、赵家坝社区、金碧社区、郝家坝社区、徐家塘村、李家沟村、观音坡村、石踏山村、观音铺村、新龙村、星星村、朝阳村、望江村、曹家村、黑林沟村、王序塘村、子同桥村、金鱼村、观斗山村、波罗村、程家桥村、石碓窝村、余家岩村、天车村、马石村、一碗水村和大井村。
2019年9月，旭阳镇金碧社区、郝家坝社区、朝阳村、星星村所属行政区域划归青阳街道管辖。原过水镇过水坳社区、文昌宫社区、夜合村、两木村、柑柏场村、卢家山村、伍家村、黑林村、万民村、文昌村1至20组所属行政区域划归旭阳镇管辖。